# 대한민국의 산업재해보상보험법
산업재해보상보험법(産業災害補償保險法, 영어: Industrial Accident Compensation Insurance Act)은 사업장에서 발생한 근로자의 산업 재해 등 근로자의 업무 상 재해를 신속하고 공정하게 보상하며, 재해근로자의 재활 및 사회 복귀를 촉진하기 위하여 이에 필요한 보험시설을 설치·운영하고, 재해 예방과 그 밖에 근로자의 복지 증진을 위한 사업을 시행하여 근로자 보호에 이바지하는 것을 목적으로 시행된 법이다.

## 같이 보기
- 산업 재해
- 근로자